# Tournemire (Aveyron)
Tournemire is een gemeente in het Franse departement Aveyron (regio Occitanie) en telt 446 inwoners (2005). De plaats maakt deel uit van het arrondissement Millau.

## Geografie
De oppervlakte van Tournemire bedraagt 8,9 km², de bevolkingsdichtheid is 50,1 inwoners per km².
De onderstaande kaart toont de ligging van Vabres-l'Abbaye met de belangrijkste infrastructuur en aangrenzende gemeenten.

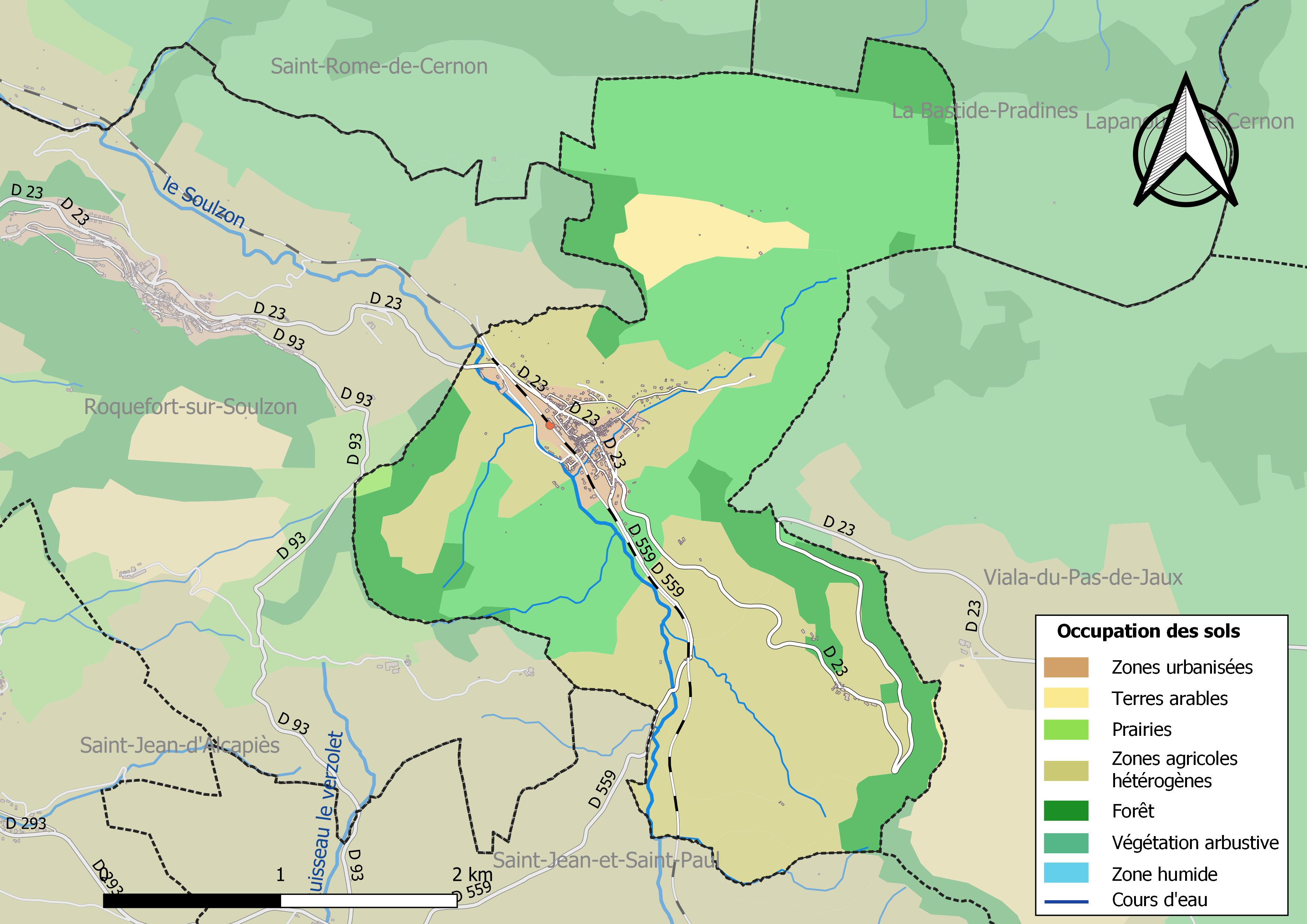

## Verkeer
In de gemeente ligt de spoorweghalte Tournemire - Roquefort.

## Demografie
Onderstaande figuur toont het verloop van het inwonertal (bron: INSEE-tellingen).

Vanwege een beveiligingsprobleem met de MediaWiki Graph-software is het momenteel niet mogelijk deze grafiek weer te geven. Zodra de software is bijgewerkt zal de grafiek vanzelf weer zichtbaar worden.